# Alternaria helianthiinficiens
Alternaria helianthiinficiens är en svampart som beskrevs av E.G. Simmons, Walcz & R.G. Roberts 1986. Alternaria helianthiinficiens ingår i släktet Alternaria och familjen Pleosporaceae.   Inga underarter finns listade i Catalogue of Life.